# Evelyn Lincoln
Evelyn Maurine Norton Lincoln (25 de junho de 1909 – 11 de Maio de 1995) foi a secretária pessoal de John F. Kennedy, a partir de sua eleição para o Senado dos Estados Unidos, em 1953, até o seu assassinato em 1963. Lincoln, que estava na comitiva, quando Kennedy foi assassinado, fez questão de visitar o túmulo de Kennedy a cada ano, no aniversário de sua morte.

## Pessoal
Lincoln nasceu com o nome Evelyn Maurine Norton em uma fazenda no Condado de Polk, Nebraska. Seu pai era John N. Norton, um membro da câmara dos deputados dos Estados Unidos. Em 1930, casou-se com o trabalhador Federal Harold W. Lincoln, que ela conheceu enquanto estudava de direito na Universidade George Washington.
Evelyn sempre visou trabalhar em Capitol Hill para um futuro presidente, e ela conseguiu essa ambição em 1953, tornando-se secretária do recém-eleito senador de Massachusetts, John F. Kennedy. Ela se provou como excepcionalmente adequada para o trabalho, e manteve-se próxima do presidente até o dia de seu assassinato em Dallas, quando ela estava viajando na mesma comitiva. Ela fez questão de visitar o túmulo de Kennedy no Cemitério Nacional de Arlington todos os anos, no aniversário de sua morte.
Muitos notaram a ironia de seu sobrenome desde que Kennedy e Abraham Lincoln foram substituídos por um Presidente Johnson, depois que eles foram assassinados. No entanto, apesar dos rumores contrários, não há nenhuma evidência de que o Presidente Lincoln empregou um secretário com o nome Kennedy.
Em 1968, ela escreveu um livro, Kennedy e Johnson, no qual ela escreveu que o Presidente Kennedy havia dito a ela que Lyndon B. Johnson seria substituído como Vice-Presidente dos Estados Unidos. Lincoln escreveu sobre essa conversa de 19 de novembro de 1963, pouco antes do assassinato do Presidente Kennedy,
|  | O Sr. Kennedy sentou-se na cadeira de balanço em meu escritório, sua cabeça descansando sobre suas costas, ele colocou a perna esquerda em seu joelho direito. Ele balançou um pouco, enquanto ele falava. Em uma voz lenta pensativo, ele me disse, 'Você sabe se eu for re-eleito em 1964, eu vou gastar mais e mais tempo para fazer um serviço público de carreira honrosa. Gostaria de adaptar os ramos executivo e legislativo do governo para que eles possam manter-se com os grandes avanços e progressos que estão a ser feitos em outras áreas". 'Eu vou defender e alterar algumas das regras e regulamentos obsoletos no Congresso, como a regra de antiguidade. Para fazer isso, como companheiro de chapa em 1964 eu precisarei de um homem que acredita, assim como eu.' Mrs. Lincoln passou a escrever "eu fiquei fascinada por essa conversa e a escrevi na íntegra em meu diário. Agora, eu perguntei, Quem é a sua escolha como companheiro de chapa?' 'Ele olhou diretamente para a frente, e, sem hesitar, ele respondeu:" neste momento eu estou pensando no Governador Terry Sanford da Carolina do Norte. Mas não vai ser Lyndon. |

De acordo com o arquivo Nacional, Lincoln deu ou vendeu muitos dos documentos e artefatos de Kennedy, os quais ela havia sido confiada a gestão pela família Kennedy depois do assassinato de Kennedy,. Em 2005, um acordo jurídico foi alcançado, o que permitiu o arquivo Nacional, a Biblioteca Kennedy, e Caroline Kennedy recuperarem milhares de páginas de documentos e outros itens.
Lincoln morreu no Georgetown University Hospital, em 1995, depois de complicações que se seguiram à cirurgia para um câncer. Seus restos mortais foram cremados e colocados em um nicho, em um columbários, no Cemitério Nacional de Arlington.

## Livros
Lincoln foi o autor de dois livros:
- Meus 12 Anos Com John F. Kennedy
- Kennedy e Johnson, 1968